# 黑汤姆爆炸事件
黑汤姆爆炸事件（Black Tom explosion）是第一次世界大战期间，发生在1916年7月30日美国紐約港，德意志帝国针对美国发动的一起破坏行动，该行动旨在摧毁美国制造运往同盟国的弹药。爆炸事件造成4人死亡和2000万美元的损失，同时对附近的自由女神像造成损坏。此次事件是人类历史上规模最大的人为爆炸事件之一。

## 外部連結
- Black Tom Explosion (1916) （页面存档备份，存于）, Liberty State Park
- Sabotage in New York Harbor （页面存档备份，存于）, Smithsonian.com
- The Black Tom Explosion （页面存档备份，存于）, History.com
- GenDisasters Black Tom 1916 （页面存档备份，存于）